# 1992年バルセロナオリンピックのマレーシア選手団
1992年バルセロナオリンピックのマレーシア選手団（1992ねんバルセロナオリンピックのマレーシアせんしゅだん）は、1992年7月25日から8月9日にかけてスペインのカタルーニャ州バルセロナで開催された1992年バルセロナオリンピックのマレーシア選手団、およびその競技結果。

## 概要
今大会は銅メダル1個を獲得した。
バドミントン男子ダブルスでラジフ・シデク＆ジャラニ・シデク組が銅メダルを獲得し、マレーシアにオリンピック初めてのメダルをもたらした。

## メダル
| メダル | 選手名                          | 競技         | 種目         |
| ------ | ------------------------------- | ------------ | ------------ |
| 銅     | ラジフ・シデク ジャラニ・シデク | バドミントン | 男子ダブルス |